# ダンシング・クレイジーズ
『ダンシング・クレイジーズ』はソフトハウスキャラ制作のアダルトゲーム。2005年9月30日に発売。略称はダンクレ。英語表記は"Dancing Crazies"。

## 概要
ジャンルはシミュレーションゲーム。2001年に発売された『真昼に踊る犯罪者』の外伝として制作された作品。舞台は旧作と同じ加来山府であり、旧作からのゲストキャラも多い。また、『ダンシング・クレイジーズ』というタイトルも『真昼に踊る犯罪者』を英訳したものである。ゲストキャラを含めて多数の女性キャラクターが登場するが、本編での攻略対象はリンテール、女王蜂、刃、秋村美雪の4人のみである。残りのキャラクターとのHシーンはおまけシナリオで補完されている。

## キーワード
- 賞金稼ぎ

主に賞金首を相手にする非合法の職業。フリーランスで活動するものは少なく、大体が組織に所属していることが多い。
- AZ（アルファベット）

殺し屋のランキング。A～Zまでの一文字を冠する。殺し屋の中でも特に名の知られている人間にしか与えられない称号。
- 殺し屋の誓約（アグリメント）

AZが知られるようになってから殺し屋同士の殺し合いが激化したため、その状況を憂いて作られた組織。上下関係もなく、加盟している者同士の抗争や謀殺を禁止したもの。

## キャラクター
『ダンシング・クレイジーズ』は裏社会を舞台とした作品であり、本編では本名として紹介されている名前も、裏設定では偽名である可能性がある。

### 賞金稼ぎ
閃光（フラッシュ）
本名は伊奈瀬晶（いなせ あきら）。本編の主人公。イギリスで犯罪集団 “殺し屋の誓約（アグリメント）” のエースとして活躍していたが、安息を求めて日本へ帰国、山高倉商事へ就職した。しかし、葉木崎零によって半ば強引に賞金稼ぎに引き込まれ、再び闇の活動に手を染めることになる。武器や銃弾は自宅の冷蔵庫に隠してある。
リンテール　
声：大波こなみ
死神。自在に姿を消したり、閃光とは一蓮托生の間柄であるためテレパシーによって遠隔地から会話したりすることができる。閃光が外出する際には自宅に留まって姫子を護っている。一応メインヒロインという設定だが、姫子や女王蜂よりも明らかに影が薄い。
葉木崎零（はきざき れい） 
声：松永雪希
案山子というコードネームを持つが、閃光からは本名で呼ばれている。賞金稼ぎで事務員を務める少女。賞金稼ぎ幹部と閃光の仲介役。賞金稼ぎに賞金首の情報を提供する。パソコンの前では少しだけ性格が変わる。
女王蜂　
声：羽高なる
本名は葉木崎唯（はきざき ゆい）。葉木崎零の妹。加来山府の不良グループ “蜂の巣” を仕切るスケバン。賞金稼ぎになることを夢見ており、府内の悪漢を退治しながらスカウトが来るのを待っている。後に閃光によって晴れて正式な賞金稼ぎとなる。強気な性格だが、閃光のことは師匠と呼んで慕っている。
狂犬　
声：眞嶋リョウ
本名は多田真一郎（ただ しんいちろう）。閃光の帰国後にできた友人で、閃光、闘犬と比肩する優秀な賞金稼ぎ。短気で好戦的な性格。かつては警察官だったが、より積極的に犯罪者を退治できる環境を求めて賞金稼ぎに転向した。だが、過激なところがあるため、自身が警察のお世話になることも多い。
闘犬　
声：一条光
本名は松島将也（まつしま まさや）。狂犬と同じく、閃光の帰国後にできた賞金稼ぎの友人。狂犬よりも冷静で温厚。一見すると孱弱そうな青年であるが、意外にもヤクザの出身。

### カタギの者
伊奈瀬姫子（いなせ ひめこ） 
声：北都南
閃光の娘。健気で明朗な性格。父の本業もリンテールの存在も知らない。本編のみならず、おまけでも攻略は不可能。彼女の出生にはリンテールの存在が大きく関わっている。
秋村美雪（あきむら みゆき） 
声：三島由紀
閃光と同じく山高倉商事に勤める女性。広報部の課長。姫子とは道で偶然出会って以来仲が好い。母親のいない姫子を寂しがらせないようにと、たびたび閃光の自宅に押しかけてくる。果ては隣の部屋に押しかけてくる。
母校は、前作『レベルジャスティス』で登場したロータス学園。

### 殺し屋の誓約（アグリメント）
教授　
声：ミノベサトル
本名は不詳。二重人格を自称しており、第一の人格をアイン、第二の人格をツヴァイという。表の顔は大学教授。その正体はイギリスの犯罪集団 “殺し屋の誓約” の首領。組織を離脱した閃光に制裁を加えるべく、刃、爆弾とともに来日する。アインが眠る時にはツヴァイが起き、ツヴァイが眠る時にはアインが起きることで不眠を達成しているというが、事実かどうかは不明。閃光が幼い頃には父親代わりの存在だった。
刃（ブレード） 
声：羽賀ゆい
閃光からはサクラと呼ばれている。日本人の血を引く女性の暗殺者。イギリスで孤児として彷徨っていたところを若き日の閃光に拾われ、暗殺者として育てられた。閃光のことを慕っており、当初は敵として襲ってくるものの、後に和解する。
同じく閃光に拾われた拳（ナックル）（閃光からの愛称はカエデ）という実妹がいたが、こちらは閃光が帰国する前に死亡している。
爆弾（ボム） 
声：原田友貴
本名は不詳。爆発物を用いた破壊活動を専門とする犯罪者。色黒で肥満型の男性。表の顔は図書館の司書。兇悪そうな容姿だが実際には穏和な性格。かなりの読書家で、自宅には大規模な書斎と書庫がある。
蜘蛛（スパイダー） 
声：西田こむぎ
本名はミリア・レムエイト。殺し屋の誓約の大幹部。閃光が幼い頃には母親代わりの存在だった。現在の閃光には嫌われている。サディストかつ両性愛の嗜虐的な女性。
顔（フェイス） 
声：渋谷ひめ
ルネリアとも呼ばれるが本名は語られない。変装を得意とする。閃光よりも腕が立ち、殺し屋の誓約の中でも上位に入る。神出鬼没の存在で、たびたび閃光に助言を与える。閃光の前へは一貫して豊胸の女性の姿で現れるが、男性にも変装できることから、本来は貧乳であると思われる。性別は不詳で、姫子と同じくおまけでもHシーンが補完されていない。
真昼に踊る犯罪者に姉が登場する。

### 出題者（クエスチョン）
死の行進（パレード） 
声：逢川奈々
ある殺し屋の子飼いの暗殺グループの一人。閃光の周りの人たちを狙ってくる。
牙（ファング） 
声：蓮香
ある殺し屋の子飼いの暗殺グループの一人。閃光の周りの人たちを狙ってくる。
暴走列車（トレイン） 
声：春日アン
ある殺し屋の子飼いの暗殺グループの一人。閃光の周りの人たちを狙ってくる。

### 何でも屋とその支援者
全てのキャラクターが『真昼に踊る犯罪者』にも登場している。ただし、クリスは例外的に『うえはぁす 〜お姫様は今日も危険でした〜』（以下、『うえはぁす』と略記）からの出演である。なお、何でも屋という名称は、山県一義個人を指す通称として用いられる場合と、彼が率いる組織全体の名前として用いられる場合の二通りがある。以下では後者の用法に統一する。
何でも屋　
声：機知通
本名は山県一義（やまがた かずよし）。手下からは局長と呼ばれている。白いスーツに身を包んだ青年。裏社会の覇者として君臨しており、その道の人間ならば名前を知らない者はいない。非合法活動のみならず、報酬が出るならば合法的な依頼も引き受ける。あくまでも報酬で動くため、閃光に味方することも、教授に味方することもある。
『真昼に踊る犯罪者』の主人公。イングリッシュネームはライワード。
奥平鈴（おくだいら すず） 
声：神崎ちひろ
忍者の末裔を自称する少女。腕は確かだがドジっ娘である。何でも屋では主に諜報活動を担当する。
葵宮子（あおい みやこ） 
声：冨樫ケイ
猫又。性格に似合わず家庭的な女性。何でも屋の中では格闘派だが、配下の猫を使った情報収集や撹乱もする。
アーティ・ブルックリン　
声：大波こなみ
何でも屋の局員の一人。かつては暗殺人形の異称を持つ暗殺者だった。もともと無口な上、日本語を母国語としないため、たどたどしい話し方をする。何でも屋では主に裏の仕事をする。
発売後に公式サイトで行われたアンケートによれば、この作品の登場人物の中では最も人気が高い。
山春日霧姫（やまかすが きりひめ） 
声：羽賀ゆい
財閥 “山春日グループ” の会長。何でも屋の非正規のメンバーであり、賞金稼ぎにもスポンサーとして出資している模様。山県一義の恋人でもある。閃光が勤めている山高倉商事は山春日グループの傘下にあるため、究極的には閃光の上司ということにもなる。
氷野麻紀（ひの まき） 
声：紫苑みやび
真昼に踊る犯罪者で局長に捕まった忍者クラブの部長。純粋な忍者としての技量なら鈴を凌駕する。何でも屋の中では新参のため主に事務を担当しており普段はスーツを着ている。
クリス・クラリティーズ・グリーン　
声：カンザキカナリ
ヨーロッパの小国 “ゴースティアル王国” の王女。傍若無人なことで有名。来日して何でも屋に加わっているが、仕事を派手にやりすぎるきらいがある。
『真昼に踊る犯罪者』ではなく『うえはぁす』のヒロイン。なお、グリーンは姓ではなく別称。
エリオット　
声：顔大男
クリスのお目付け役。サングラスを掛けた沈着そうな青年。山県一義とは旧知の仲で、クリスとともに来日して彼を支援している。
『うえはぁす』の主人公であり、『真昼に踊る犯罪者』にもゲスト出演している。

## スタッフ
- 企画・シナリオ：内藤騎之介
- 原画：佐々木珠流
- ドット：TOM
- プログラム：JORI
- ムービー：皇征介
- 広報：はまP